# David Firth
David John Firth, meglio conosciuto come David Firth (Doncaster, 23 gennaio 1983) è un animatore, compositore, attore, cineasta, video artista e scrittore britannico.
È conosciuto sul Web grazie alle sue canzoni e ai suoi video dai contenuti cupi e un'immagine dai toni conturbanti.
David Firth produce videoclip musicali, spot pubblicitari, videoarte e animazioni, queste ultime costituiscono una fetta enorme del suo repertorio, caratterizzato da immagini urtanti, argomenti tabù e un impatto visivo molto potente. Questi elementi lo hanno reso famoso su Internet, dove è presente tutta la sua produzione musicale e cinematografica.
Firth è famoso soprattutto per essere il creatore della serie animata Salad Fingers, una delle web cartoon series di culto su Internet.

## Biografia
David Firth è nato a Doncaster, nella contea del South Yorkshire, il 23 gennaio 1983. Inizia la sua carriera come compositore di musica elettronica nel 1998 con la pseudonimo di Locust Toybox e a partire dal 2001 comincia i suoi primi esperimenti di videomaker.
Tra il 2001 e il 2004 mette a punto un suo stile grafico e carica sul Web i primi suoi video con la pseudonimo di Doki66 . Il 1º luglio 2004 carica sul suo profilo di Newgrounds il corto d'animazione Spoons, che segna la nascita di Salad Fingers e quell'episodio diventerà il primo della serie. Quell'episodio è un successo e David si motiva a continuare su questa strada. 
Il successo lo porta a ricevere numerosi premi nazionali e internazionali e molte delle sue animazioni vengono trasmesse dalla BBC sui suoi canali principali. A partire dal 2005 comincia il sodalizio con la BBC e in quell'occasione David crea due serie d'animazione: Burnt Face Man, incominciata nel 2007 e Jerry Jackson  Archiviato il 1º aprile 2013 in Internet Archive.  Archiviato il 1º novembre 2014 in Archive.is.. Per la BBC David crea anche spot pubblicitari e contenuti per trasmissioni televisive.
Realizza dei corti per la trasmissione della BBC Four Charlie Brooker's Screenwipe  Archiviato il 22 marzo 2013 in Internet Archive. e nel 2010 ha creato una nuova serie animata di nome Drillbithead, basata su alcuni personaggi creati da David Firth stesso .
A partire dal 2012 David Firth sta lavorando al suo primo lungometraggio: The Meadow Man (il titolo è solo provvisorio) .

## Animazione
David Firth è principalmente noto per essere il creatore della serie d'animazione Salad Fingers, che lo ha reso celebre; e di Burnt Face Man, una serie d'animazione a carattere comico trasmessa sulla BBC.
Tutte le animazioni di David Firth sono state caricate sul suo sito internet  e su Newgrounds è noto con lo pseudonimo di Doki66. Le animazioni di maggior successo di David Firth sono state caricate anche sul suo canale di YouTube.
Tutte le animazioni di David Firth sono caratterizzate da immagini urtanti; argomenti tabù; un impatto visivo molto potente e temi delicati come la droga, il cannibalismo, i disturbi psicologici e le malattie mentali (che secondo alcuni critici è l'argomento principale di Salad Fingers). Nonostante l'impatto visivo molto urtante e le immagini proposte da David Firth siano spaventose, egli non intende offendere e insultare, tant'è vero che nei suoi video si può leggere dell'umorismo nero .

## Musica
David Firth ha cominciato la sua carriera artistica come compositore di musica elettronica con lo pseudonimo di Locust Toybox.
Nelle animazioni di David Firth, in particolar modo in Salad Finger, le musiche giocano un ruolo fondamentale poiché lo spettatore si sente coinvolto in una situazione di ambiguo senso.
David Firth è un fan di Aphex Twin: ha usato molte volte la sua musica nei suoi video. Altre influenze musicali sono i Boards of Canada e Brian Eno.